# Ferdinand Georg Frobenius
Ferdinand Georg Frobenius (Charlottenburg, 26 de octubre de 1849 - Berlín, 3 de agosto de 1917) fue un matemático alemán reconocido por sus aportes a la teoría de las ecuaciones diferenciales y a la teoría de grupos; también por su profundización en el teorema de Cayley-Hamilton y su aporte al teorema planteado por Eugène Rouché llamado entonces teorema de Rouché-Frobenius.

## Biografía
Nacido en el lujoso suburbio berlinés de Charlottenburg, cursó sus estudios superiores en la Universidad Humboldt de Berlín siendo su tesis la solución de las ecuaciones diferenciales bajo la dirección de Karl Weierstrass. Luego de egresar en 1870 se mudó a Zúrich donde sentó cátedra en el Polytechnicum de esa importante ciudad helvética (tal centro de estudios es actualmente llamado ETH Zürich). En 1893 retornó a Berlín donde fue elegido miembro de la Academia de Ciencias Prusiana.
Su obra ha contribuido a establecer la llamada ley de reciprocidad de Frobenius y los grupos de Frobenius, versando principalmente en la teoría algebraica de los grupos finitos y la sistematización del álgebra mediante procedimientos de lógica matemática y axiomática.

## Aportes a la Teoría de grupos
La teoría de grupos constituyó uno de los principales intereses de F.G.Frobenius en el segundo periodo de su actividad científica. Uno de sus primeros aportes relevantes al respecto fue la demostración de los Teoremas de Sylow mediante grupos abstractos; las demostraciones precedentes eran por grupos de permutaciones.

Aún más importante fue la creación de la teoría de los caracteres de grupo y de las representaciones de grupos, dos instrumentos fundamentales para el estudio de la estructura de los grupos.